# Марелло, Иосиф
Святой Иосиф (Джузеппе) Марелло (итал. Giuseppe Marello, 26 декабря 1844, Турин, Турин — 30 мая 1895, Савона, Лигурия) — итальянский католический прелат, епископ Акви с 1889 года до своей смерти. Основал конгрегацию облатов святого Иосифа (лат. Congregatio Oblatorum S. Ioseph; OSJ) в 1878 году.
Канонизирован папой Иоанном Павлом II в 2001 году.

## Биография
Родился 26 декабря 1844 года в Турине в семье Винченцо Марелло (ум. 1873) и Анны Марии Виале (ум. 1848); у него был младший брат по имени Витторио. В детстве был министрантом и часто приглашал бездомных к себе домой поесть. Его отец был дружен с Джузеппе Бенедетто Коттоленго. В 1852 году его овдовевший отец перевёз сыновей в Сан-Мартино-Альфьери к своим родителям.
Поступил в семинарию в 1856 года, но его отец хотел, чтобы сын сделал карьеру в бизнесе. В декабре 1863 года Марелло заболел тифом и пообещал Деве Марии, что вернётся в семинарию и станет священником, если выживет. Он выздоровел и продолжил церковное обучение в феврале 1864 года. В марте 1868 года назначен субдиаконом, в июне того же года стал диаконом, а в сентябре — рукоположен в сан священника. После рукоположения и до 1881 года служил личным помощником Корло Савио, епископа Асти.
В марте 1880 года назначен каноником собора Асти. Был дружен с Джованни Боско и Леонардо Муриальдо. Участвовал в Первом Ватиканском соборе вместе с епископом Савио, и именно там познакомился с кардиналом Джоаккино Печчи — будущим папой Львом XIII, — который похвалил добродетель и талант священника. Он и Савио отправились в Рим в ноябре 1869 года и пробыли там до конца июля 1870 года; он даже получил возможность встретиться с папой Пием IX. Марелло взял на себя управление домом престарелых в Асти, чтобы спасти его от банкротства, и вскоре стал духовным руководителем и катехизатором в своей епархии. В марте 1878 года он основал конгрегацию облатов святого Иосифа, которые заботились о бедных и занимались образованием детей и подростков, а также помогали епископам в любых вопросах.
Папа Лев XIII назначил его епископом Акви в феврале 1889 года. После этого рукоположен в сан епископа кардиналом Раффаэле Монако Ла Валлетта в церкви капуцинов Санта-Мария-делла-Кончеционе в Риме. Посетил все приходы своей епархии и написал шесть пастырских посланий. В декабре 1890 года получил почётную степень доктора теологии в колледже Святого Фомы в Генуе. В феврале 1893 года был в Риме на праздновании 50-летия епископской хиротонии папы Льва XIII.
26 мая 1895 года Марелло прибыл в Савону, чтобы принять участие в праздновании трёхсотлетия Филиппа Нери. Умер от кровоизлияния в мозг 30 мая 1895 года.

## Почитание
Папа Иоанн Павел II беатифицировал Марелло 26 сентября 1993 года в Асти и канонизировал его 25 ноября 2001 года на площади Святого Петра.
День памяти — 30 мая.